# Esquizotipia
La esquizotipia es un concepto psicológico que describe un continuo de características de la personalidad y experiencias relacionadas con la psicosis y, en particular, con la esquizofrenia. Esto es en contraste con una visión categórica de la psicosis, donde esta es considerada como un estado particular (usualmente patológico) que alguien o bien tiene o bien no.

## Desarrollo del concepto
La visión categórica de la psicosis está más asociada con Emil Kraepelin, quien defendía una postura de diagnosis médica y clasificación de las diferentes formas de enfermedad psicótica. En particular, hizo la distinción entre Dementia praecox (ahora llamada esquizofrenia), insania maniaco-depresiva y estados no psicóticos. Los sistemas diagnósticos modernos usados en psiquiatría (como el Manual diagnóstico y estadístico de los trastornos mentales) mantienen su visión categórica.
En contraste, el psiquiatra Eugene Bleuler no creía que existiera una clara separación entre la cordura y la locura, ni que la psicosis fuera simplemente una expresión extrema de pensamientos y comportamientos que podía estar presente en grados variables en la población.
En este sentido, algunos psicólogos como Hans Eysenck y Gordon Claridge buscaron entender en términos de la teoría de la personalidad esta variación en el pensamiento y comportamiento inusual. Esta fue conceptualizada por Eysenck como un rasgo de personalidad única llamado psicoticismo. Claridge denominó a este concepto esquizotipia y, al examinar experiencias inusuales en la población general y la agrupación de síntomas en esquizofrenia diagnosticada, sugirió que el rasgo de la personalidad era mucho más complejo y podía descomponerse en cuatro factores.
1. Experiencias inusuales: La disposición para tener experiencias perceptivas y otras cognitivas inusuales, tales como alucinaciones, creencias mágicas o supersticiones e interpretación de eventos (véase también delirios).
2. Desorganización cognitiva: Una tendencia por la que los pensamientos se tornan descarrilados, desorganizados o tangenciales (véase también Trastorno del pensamiento formal).
3. Anhedonia introvertida: Una tendencia hacia un comportamiento introvertido, emocionalmente plano y asocial, asociado con una deficiencia en la habilidad de sentir placer a partir de la estimulación social y física.
4. Inconformidad impulsiva: La disposición hacia un humor y comportamiento inestable, particularmente con respecto a las reglas y convenciones sociales.

## Relación entre esquizotipia y enfermedad mental
Aunque se puede reflejar algunas de las características presentes en una enfermedad mental diagnosticable, la esquizotipia no necesariamente implica que una persona que es más esquizotipo que otra esté más enferma. Por ejemplo, ciertos aspectos de la esquizotipia pueden ser beneficiosos. Tanto las experiencias inusuales como la desorganización cognitiva han sido relacionadas con la creatividad y el logro académico. Jackson propone el concepto de 'esquizotipia benigna' con relación a ciertas clases de experiencias religiosas, que sugiere pueden ser entendidas como una forma de resolver problemas y, por tanto, con un valor adaptativo.
No obstante, la naturaleza exacta de la relación entre esquizotipia y enfermedad psicótica diagnosticable es todavía controversial. Una de las preocupaciones centrales que han tenido los investigadores es que las medidas de la esquizotipia (basadas en cuestionarios), cuando son estudiadas usando un análisis factoral, no sugieren que la esquizotipia sea un concepto unificado y homogéneo. Las tres principales aproximaciones han sido etiquetadas como la 'cuasi-dimensional', la 'dimensional' y la 'totalmente dimensional'.
Cada aproximación es usada, muchas veces, para implicar que la esquizotipia refleja una vulnerabilidad cognitiva o biológica a la psicosis, aunque esta permanezca latente y nunca se exprese, a menos que sea desencadenada por eventos o condiciones apropiadas (tales como ciertas dosis de drogas o altos niveles de estrés).

### Aproximación cuasi-dimensional
El modelo cuasi-dimensional puede ser rastreado a partir de Bleuler (el inventor del término 'esquizofrenia'), quien hizo observaciones sobre dos tipos de continuidad entre la normalidad y la psicosis: entre el esquizofrénico y sus familiares, y entre las personalidades pre y post-mórbidas del paciente (i.e., su personalidad antes y después de la aparición de la psicosis manifiesta).
En el primer resultado comentó: " si uno observa los familiares de nuestros pacientes, a menudo encuentra en ellos particularidades que son cualitativamente idénticas con aquellas de los pacientes mismos, por lo que la enfermedad parece ser solo un incremento cuantitativo de las anomalías vistas en los padres y hermanos."
En el segundo punto, Bleuler discute en varios lugares si las peculiaridades mostradas por el paciente antes de su admisión en el hospital deben ser vistas como síntomas premonitorios de la enfermedad o meramente indicaciones de una predisposición para desarrollarla.
A pesar de estas observaciones de continuidad, Bleuler continúa abogando por el modelo de enfermedad de la esquizofrenia. Invoca un concepto de esquizofrenia latente al sostener: "En la forma [latente], podemos ver en bruto todos los síntomas y todas las combinaciones de los síntomas que están presentes en los tipos manifiestos de enfermedades."
Posteriores defensores de la perspectiva cuasi-dimensional de la esquizotipia son Rado y Meehl. De acuerdo a ambos, los síntomas esquizotípicos representan meramente manifestaciones expresadas menos explícitamente del proceso de enfermedad subyacente cual es la esquizofrenia. Rado propone el término 'esquizotipo' para describir al individuo cuyo temperamento genético le da una predisposición a lo largo de su vida para la esquizofrenia.
El modelo cuasi-dimensional es así llamado debido a que la única dimensión que postula es la de gradaciones de severidad o explicidad relativas a los síntomas de un proceso de enfermedad: a saber, la esquizofrenia.

### Aproximación dimensional
La aproximación dimensional, influenciada por la teoría de la personalidad, argumenta que la enfermedad psicótica hecha y derecha es el límite más extremo del espectro de la esquizotipia y que hay un continuum natural entre la gente con niveles bajos y altos de esquizotipia. Este modelo está más cercanamente asociado con el trabajo de Hans Eysenck, quien vio a la persona que exhibe todas las manifestaciones de la psicosis como alguien que simplemente ocupa el extremo superior de su dimensión de 'psicoticismo'.
El respaldo al modelo dimensional proviene del hecho que los altos puntajes en las mediciones de esquizotipia pueden encajar, o en particular satisfacer, el criterio de diagnóstico para los desórdenes psicotípicos, tales como esquizofrenia, Trastorno esquizoafectivo,
Trastorno esquizoide de la personalidad y Trastorno esquizotípico de la personalidad. De manera similar, cuando es analizado, los rasgos de la esquizotipia a menudo caen en grupos similares a los síntomas de la esquizofrenia (aunque están típicamente presentes en formas mucho menos intensas).

### Aproximación totalmente dimensional
Claridge denomina la última versión de su modelo la 'aproximación totalmente dimensional'. Sin embargo, también puede ser caracterizada como la aproximación híbrida o compuesta, ya que incorpora elementos tanto del modelo de enfermedad como el modelo dimensional.
En este modelo, la esquizotipia es vista como una dimensión de la personalidad, normalmente distribuida a través de la población, como en el modelo Eysenck; sin embargo, la esquizofrenia en sí misma es vista como un proceso de colapso, bastante distinto del rasgo continuamente distribuido de la esquizotipia, y formando un segundo continuum graduado, pasando del Trastorno de personalidad esquizotípica a la psicosis esquizofrénica.
El modelo es caracterizado como totalmente dimensional debido a que no solo es el rasgo de la personalidad esquizotípica continuamente graduada, sino que el continuum independiente del proceso de colapso es también graduado más que categórico. El modelo completamente dimensional sostiene que la psicosis no es solamente una psicotipia alta, sino que debe involucrar otros factores que la hagan cualitativamente diferente y patológica.

## Posibles bases biológicas de la esquizotipia

### Anhedonia
Anhedonia, o una habilidad reducida para experimentar placer, es una característica de la esquizofrenia sobre la que comentaron tanto Kraepelin como Bleuler; sin embargo ambos la entendieron solo como uno entre muchos elementos que tendía a caracterizar el 'deterioro' de la vida emotiva del esquizofrénico. En otras palabras, era un efecto, más que una causa de la enfermedad.
Rado cambió esta forma de pensar y adscribió un rol causal a la anhedonia. Él consideraba que el déficit neural crucial en la esquizotipia era una 'deficiencia integrativa de placer'. Meehl partió desde esta perspectiva y procuró relacionar esta deficiencia con anormalidad en el sistema de dopamina en el cerebro, el cual está implicado en el sistema humano de recompensa.
La investigación basada en cuestionarios sobre esquizotipia en sujetos normales es ambigua con respecto al rol causal, si es que lo hubiere, de la anhedonia. Nettle y McCreery & Claridge encontraron que altos esquizotipos como los medidos por el factor 1 marcaron más bajo que los controles en el factor de anhedonia introverida, como si estuvieran disfrutando la vida en particular.
Varios autores, incluyendo a Kelley y a Coursey, L.J. y J.P. Chapman sugieren que la anhedonia, si estuviera presente como un rasgo preexistente en una persona, puede actuar como un factor potenciante, considerando que una alta capacidad para el disfrute hedonista pudiera actuar como un factor protector.

### Debilidad de los mecanismos inhibitorios
Varias líneas de evidencia de la psicología experimental han sugerido que una debilidad relativa de los mecanismos inhibitorios puede ser una característica del sistema nervioso esquizotípico.

#### Preparación negativa
Varios estudios han encontrado que esquizotipias altas, como las medidas por cuestionarios, muestran menor preparación negativa que los controles. Se dice que la preparación negativa ocurre cuando una persona reacciona más lentamente de lo usual a un estímulo que ha sido presentado previamente como un distractor, y que ha debido ser, por ello, ignorado. Beech interpreta la debilidad relativa del efecto de preparación negativa en esquizotipos como un signo de que la "inhibición de información distractora es reducida en la esquizofrenia y esquizotipia alta".
La preparación negativa reducida mostrada por esquizotípicos altos tuvo el interesante efecto de que en realidad realizaron mejor ciertas tareas (aquellas que requerían de ellos responder a estímulos previamente ignorados) que los esquizotípicos bajos. Este fenómeno puede ser de significancia en la relación a la pregunta de por qué la esquizotipia y, por supuesto, la esquizofrenia en sí no es progresivamente eliminada por el proceso de selección natural.

#### SAWCI
Se dice que el fenómeno de activación semántica sin identificación consciente (SAWCI) se manifiesta cuando una persona muestra un efecto de preparación del procesamiento de palabras conscientemente indetectables. Por ejemplo, una persona a la que recién se le ha mostrado la palabra 'jirafa', pero a una velocidad en la cual no fue capaz de informarse de lo que era, puede, sin embargo, identificar más rápidamente que lo usual otra palabra de animal en el siguiente intento. Evans encontró que esquizotipos altos muestran un efecto mayor de preparación que los controles en una situación tal. Argumenta que esto podía ser explicado por una debilidad relativa de los mecanismos inhibitorios en las redes semánticas de los esquizotipos altos.

### Anormalidades de excitación
Claridge sugiere que una consecuencia de una debilidad de los mecanismos inhibitorios en esquizotipos altos y en esquizofrénicos puede ser una deficiencia relativa de homeostasis en el sistema nervioso central. Propone que esto puede llevar a la alteración de la excitación y a la disociación de la excitación en diferentes partes del sistema nervioso.

#### Disociación de diferentes sistemas de excitación
Claridge y colaboradores han encontrado varios tipos de co-variación anormal entre diferentes variables psicofisiológicas en psicotipos, incluyendo entre medidas de excitación cortical y autonómica.
McCreery y Claridge encontraron evidencia de una activación relativa del hemisferio cerebral derecho comparado con el izquierdo en psicotipos altos al tratar de inducir un episodio alucinatorio en el laboratorio. Esto sugiere una relativa disociación de la excitación entre los dos hemisferios en tales personas.

#### Hiperexcitación
Una falla de la homesotasis en el sistema nervioso central podría llevar a episodios de hiperexcitación. Oswald ha señalado que el estrés extremo y la hiperexcitación puede llevar al sueño como una reacción provocada. McCreery ha sugerido que esto podría considerarse por las similitudes fenomenológicas entre el Estado 1 de sueño y psicosis, la cual incluye alucinaciones, delirios y afecto (emociones) inapropiado. En este modelo, esquizotipos altos y esquizofrénicos son personas propensas a lo que Oswald llama 'micro-sueño' o intrusiones de fenómenos del Estado 1 de sueño en la consciencia despierta, a causa de su tendencia a la alta excitación.
En apoyo de esta visión, McCreery destaca la alta correlación que se ha encontrado existe entre los resultados en la escala de Aberración Perceptual de Chapmans que mide la proclividad a las anomalías perceptuales, como es el caso de las alucinaciones, y la escala de Hipomania de Chapmans, que mide una tendencia a episodios de excitación acrecentada. Esta correlación es encontrada a pesar del hecho de que no hay coincidencia de ítems contenidos entre las dos escalas.
En el campo clínico, también se encuentra el descubrimiento paradójico de Stevens y Darbyshire, en el cual los pacientes esquizofrénicos que exhiben el síntoma de catatonia pueden ser despertados de su estupor aparente por medio de la administración de un sedante más que por una droga estimulante. Se argumenta que tal visión sería consistente con el modelo que sugiere que los esquizofrénicos y esquizotipos altos son personas con una tendencia a la hiperexcitación.